# Rest de supernovă

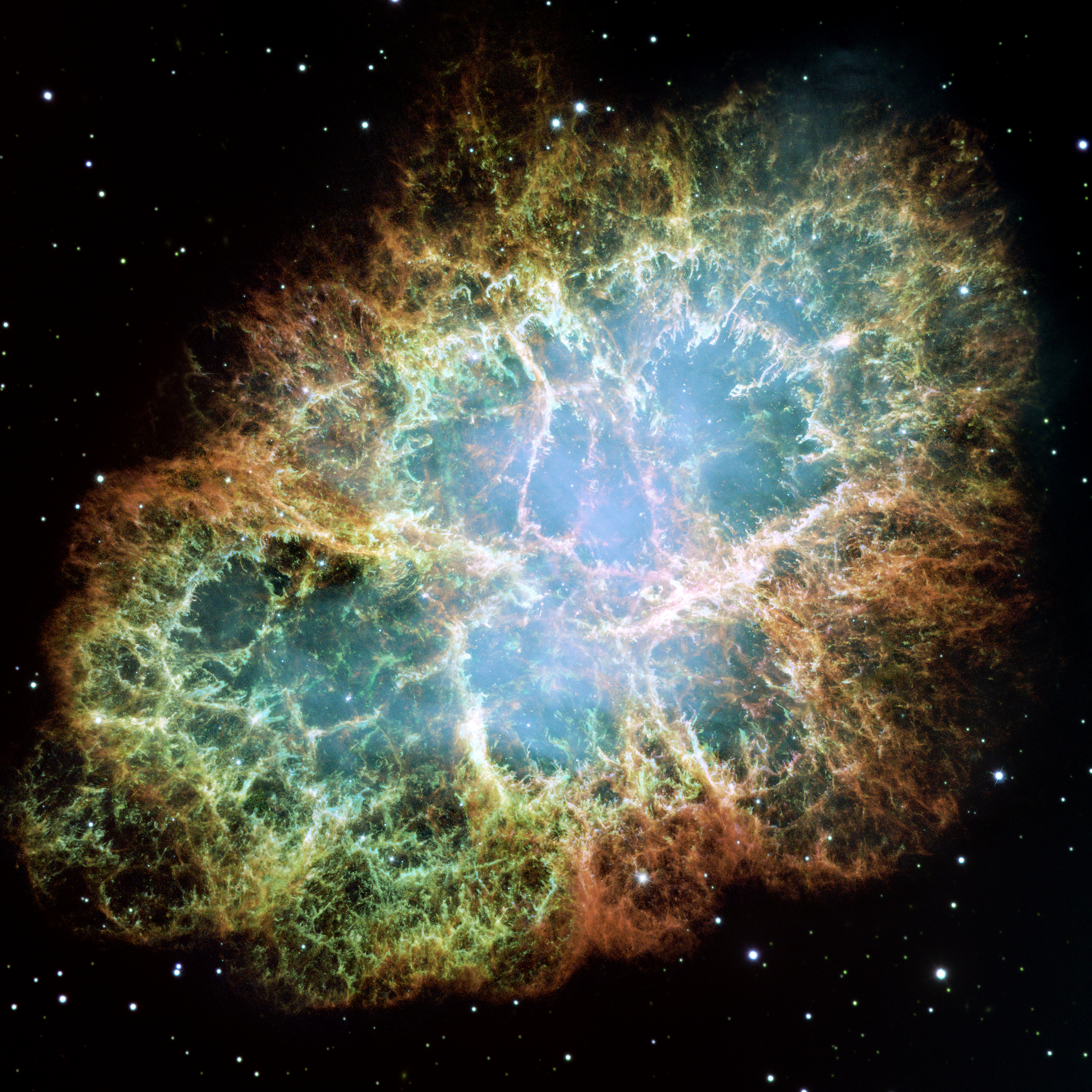
Nebuloasa Crabului, un rest de supernovă.

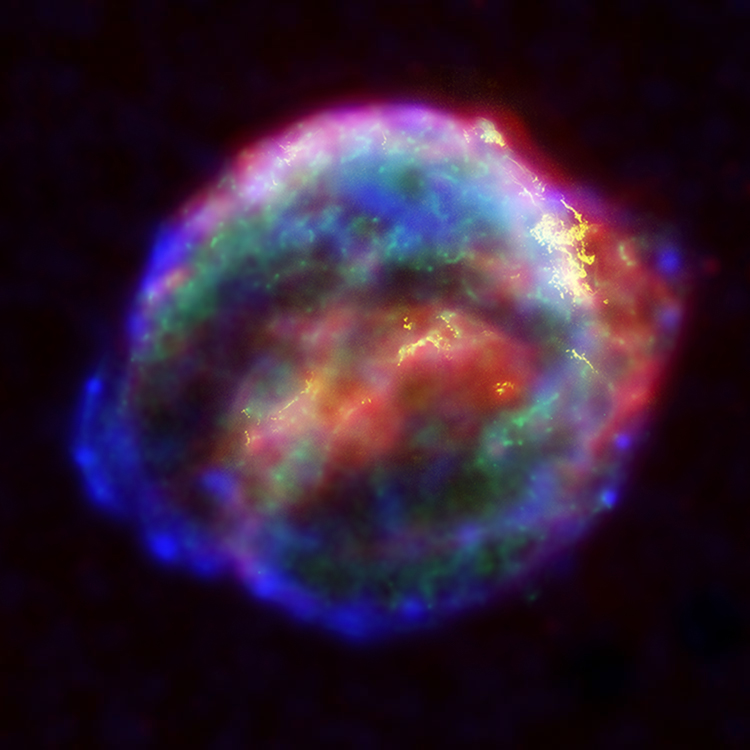
Restul supernovei lui Kepler, SN 1604.

Restul de supernovă (uneori: rămășiță de supernovă) este rezultatul unei explozii de supernovă. În urma devastatoarei explozii rămâne materia conținută în steaua explodată, dar sub o altă organizare. Restul de supernovă este legat de o undă de șoc în expansiune și constă din material expulzat prin explozie și din materialul interstelar pe care îl adună și îl perturbă pe drum.
Există două drumuri posibile ce conduc la o supernovă: fie o stea masivă rămâne fără combustibil, încetând să mai întrețină fuziunea nucleară din miez și se prăbușește înspre interior sub acțiunea propriei greutăți formând o stea neutronică sau o gaură neagră; fie o pitică albă acumulează material de la o stea companion până când ajunge la o masă critică ce agregă o explozie termonucleară.
În ambele cazuri, supernova rezultată expulzează mare parte din materialul stelar cu viteze de până la 10% din viteza luminii, la aproximativ 30.000 km/s. Când acest material se ciocnește cu gazele interstelare sau circumstelare, el formează o undă de șoc ce poate încălzi gazul până la temperaturi de 10000 Kelvin, formând plasmă.
Poate cel mai cunoscut și mai frecvent observat rest de supernovă a fost cel format de SN 1987A, o supernovă din Marele Nor al lui Magellan care a apărut în 1987 (și a explodat în urmă cu circa 168.000 de ani). Alte celebre resturi de supernovă, mai vechi, sunt Tycho (SN 1572), rest denumit după Tycho Brahe, astronomul care a consemnat strălucirea exploziei ce a generat-o în 1572 și Kepler (SN 1604), denumită după Johannes Kepler. Ce mai recent rest de supernovă din Galaxia Noastră este G1.9+0.3, descoperit în centrul galaxiei și estimat a fi devenit supernovă în urmă cu aproximativ 140 de ani.
Una din cele mai cunoscute resturi de supernovă este Nebuloasa Crabului.